# RMS Queen Mary 2
RMS Queen Mary 2 – liniowiec transatlantycki, mierzący 345 m długości, 41 m szerokości i 72 m wysokości. Zbudowany w stoczni we Francji, posiada 18 pokładów, w tym 14 pasażerskich. Budowa zajęła 22 miesiące i szacunkowo pochłonęła około 900 mln $.
Statek ma napęd o mocy 84 MW z mocą elektrowni 114,8 MW (cztery silniki Diesla Wärtsilä typu „common rail” i dwie turbiny gazowe). Jego maksymalna prędkość handlowa to 26 węzłów. Konstruktorzy założyli, że „Queen Mary 2” będzie pływała przez 40 lat bez poważniejszych napraw. W czerwcu 2016 roku statek przeszedł gruntowną przebudowę wnętrz w zakresie m.in. zmiany wystroju oraz dobudowy nowych kabin na pokładzie 13.
Statek może pomieścić 2695 pasażerów. Na statku pracuje 1253 członków załogi. Pasażerowie mają do dyspozycji teatr i kino na tysiąc widzów, największą pływającą bibliotekę, sześć restauracji (nie licząc barów i kawiarni), jedyne na świecie pływające planetarium oraz dyskotekę i kasyno.
W ciągu roku statek kilkadziesiąt razy kursuje głównie na trasie z Ameryki Północnej (USA, Kanada) do Europy (głównie Wielka Brytania, Niemcy, Norwegia). Ponadto raz do roku linie Cunard oferują podróż „Queen Mary 2” na ponad 4-miesięcznej trasie dookoła świata. Ceny biletów na poszczególne rejsy bardzo się różnią względem siebie. W 2016 roku standardowy bilet dla jednej osoby (pełne wyżywienie, serwis pokładowy) kosztował od ok. 1200 zł (rejs dwudniowy, kabina wewnętrzna) do ok. 600 000 zł (rejs dookoła Świata, kabina typu Grand Duplexes).
Część elementów konstrukcyjnych „Queen Mary 2” została wykonana w Polsce, m.in. w Gdańsku przez stocznię Maritim oraz w Elblągu (śruba okrętowa).
„Queen Mary 2” nosi miano Królewskiego Statku Pocztowego – RMS – Royal Mail Ship.
Na dziesiątym pokładzie „Queen Mary 2” umieszczona jest rzeźba ze szkła pt. Zachód Słońca w Oceanie autorstwa polskiego architekta Tomasza Urbanowicza. Ma ona kształt elipsy (270 × 90 cm), wygiętej w łuk o promieniu 160 cm.
W odróżnieniu od wszystkich trzech „Wrześniowych Królowych” Cunarda „Queen Mary 2” została zbudowana we Francji.
Ciekawostki dotyczące statku:

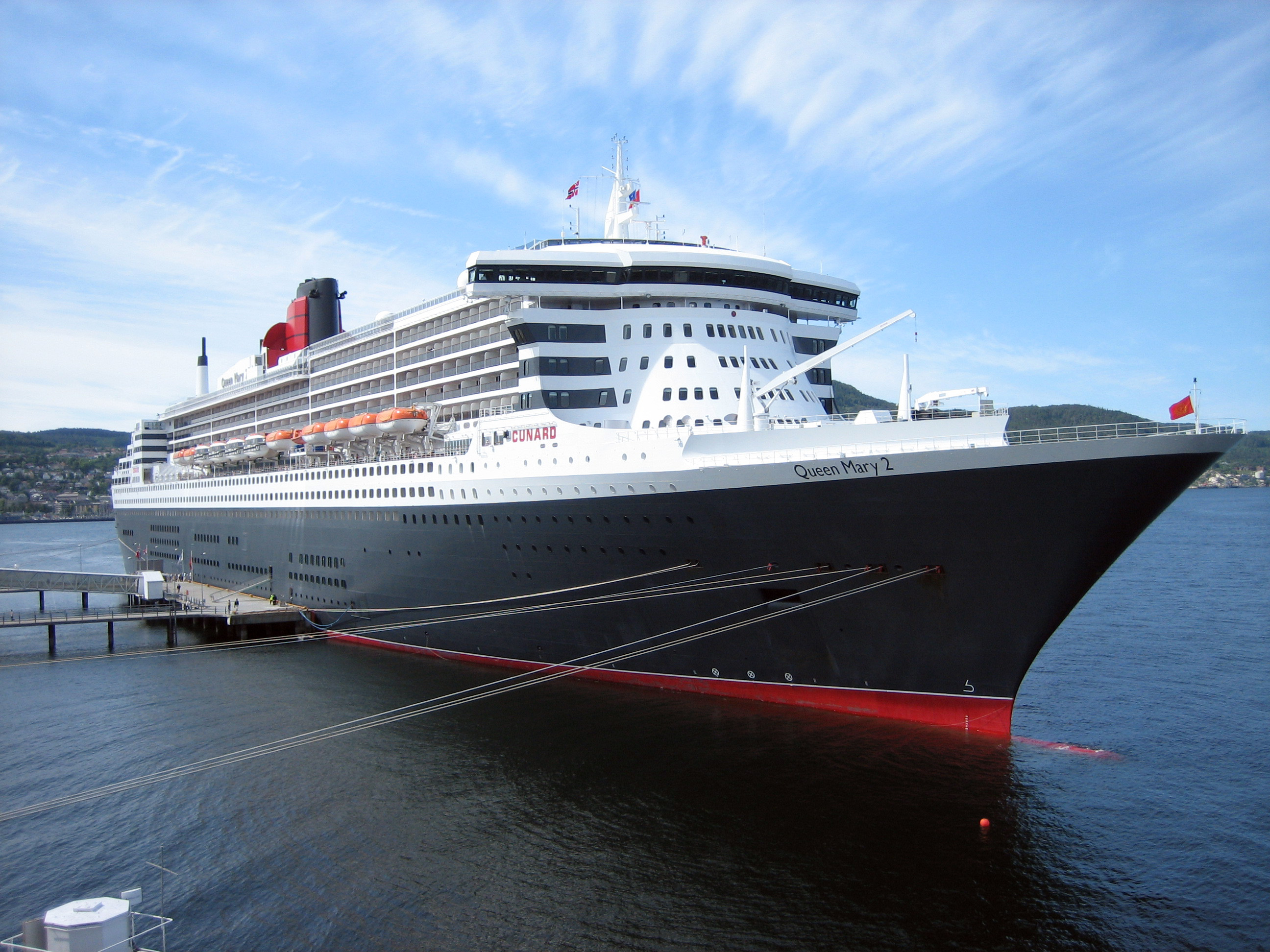
„Queen Mary 2” w Trondheim

- matką chrzestną statku jest królowa Elżbieta II
- dziewiczą podróż statek odbył na trasie z Southampton do Fort Lauderdale (USA)
- RMS Queen Mary 2 jest pierwszym od 1969 roku liniowcem transatlantyckim oddanym do użytku; w styczniu 2018 była jedynym statkiem tego typu na świecie
- w budowę statku zaangażowanych było ok. 20 000 osób
- na statku znajduje się ok. 2500 km przewodów, 80000 punktów świetlnych, 250000 metrów kwadratowych dywanów, 3000 telefonów, 8800 głośników, 5000 detektorów ognia, 8350 gaśnic oraz 2000 łazienek
- sam kadłub waży 50000 ton i składa się z ok. 300000 fragmentów stali; do ich połączenia niezbędne było wykonanie połączeń spawanych o łącznej długości 1500 km
- statek gościł m.in. takie osoby jak Tony Blair, Donald Trump, Hillary Clinton, Jacques Chirac, George H.W. Bush, Rod Stewart, Carly Simon, Shirley Bassey, Carrie Fisher, Richard Dreyfuss, John Cleese, Margaret Atwood, Simon Schama, Bill Bryson
- do czasu swojej 200 podróży transatlantyckiej w 2013 roku RMS Queen Mary 2 przebyła ok. 600000 mil morskich i przewiozła pół miliona podróżnych, którzy skonsumowali 980000 bułek, 481000 butelek szampana, 644000 jajek oraz 253605 galonów mleka (ok. 1,2 miliona litrów)
- syrenę okrętową można usłyszeć z odległości 18 kilometrów
- w kolekcji win znajdującej się na pokładzie statku najdroższa jest butelka California Screaming Eagle, kosztująca 4500 dolarów.